# Madan (Smoljan)
Madan (Bulgaars: Мадан) is een stad in de oblast Smoljan in het zuiden van Bulgarije. Madan ligt in het Rodopegebergte, 30 km ten zuidoosten van Smoljan en 120 km ten zuiden van  Plovdiv. De afstand naar de hoofdstad Sofia is ruim 200 km.

## Plaatsen
- Varbina (Bulgaars: Върбина)

## Bevolking
Op 31 december 2020 telde het stadje Madan 5.221 inwoners, terwijl de gemeente Madan, waarbij ook de omliggende 43 dorpen worden opgeteld, 10.568 inwoners had. De bevolking van de stad en de gemeente in tussen 1965 en 2020 meer dan gehalveerd. 
|          | 1934  | 1946  | 1956   | 1965   | 1975   | 1985   | 1992   | 2001   | 2011   | 2020   |
| -------- | ----- | ----- | ------ | ------ | ------ | ------ | ------ | ------ | ------ | ------ |
| Stad     | 850   | 1 327 | 12 371 | 13 046 | 10 940 | 9 922  | 8 545  | 6 575  | 5 793  | 5 221  |
| Gemeente | 6 011 | 7 409 | 21 508 | 22 956 | 20 634 | 18 871 | 16 834 | 13 812 | 12 276 | 10 568 |

### Religie
De laatste volkstelling werd uitgevoerd in februari 2011 en was optioneel. Van de 12.276 inwoners reageerden er 7.743 op de volkstelling. Van deze 7.743 respondenten waren er 6.055 moslim, oftewel 78,2% van de bevolking. Daarnaast was ongeveer 9% van de bevolking christelijk. De rest van de bevolking had een andere geloofsovertuiging of was niet religieus. 
| Religieuze samenstelling in februari 2011 | Religieuze samenstelling in februari 2011 | Religieuze samenstelling in februari 2011 | Religieuze samenstelling in februari 2011 | Religieuze samenstelling in februari 2011 |
| ----------------------------------------- | ----------------------------------------- | ----------------------------------------- | ----------------------------------------- | ----------------------------------------- |
|                                           |                                           |                                           |                                           |                                           |
| Bulgaars-Orthodoxe Kerk                   | Bulgaars-Orthodoxe Kerk                   |                                           | 8,2%                                      | 8,2%                                      |
| Katholieke Kerk                           | Katholieke Kerk                           |                                           | 0,2%                                      | 0,2%                                      |
| Protestantisme                            | Protestantisme                            |                                           | 0,2%                                      | 0,2%                                      |
| Islam                                     | Islam                                     |                                           | 78,2%                                     | 78,2%                                     |
| Geen                                      | Geen                                      |                                           | 2,8%                                      | 2,8%                                      |
| Anders/ Onbekend                          | Anders/ Onbekend                          |                                           | 10,4%                                     | 10,4%                                     |

Banite · Borino · Devin · Dospat · Madan · Nedelino · Roedozem · Smoljan · Tsjepelare · Zlatograd